# Celina Leffler
Celina Leffler (Lubecca, 9 aprile 1996) è una multiplista tedesca.
Ha esordito internazionalmente vincendo una medaglia d'oro nell'eptathlon ai Mondiali allievi in Ucraina. Ha rappresentato il proprio paese ai Mondiali indoor a Portland.

## Palmarès
| Anno | Manifestazione  | Sede       | Evento     | Risultato  | Prestazione | Note                  |
| ---- | --------------- | ---------- | ---------- | ---------- | ----------- | --------------------- |
| 2013 | Mondiali U18    | Donec'k    | Eptathlon  | Oro        | 5 747 p.    | Record dei campionati |
| 2014 | Mondiali U20    | Eugene     | Eptathlon  | 4ª         | 5 746 p.    |                       |
| 2015 | Europei U20     | Eskilstuna | 100 m hs   | Semifinale | 13"86       |                       |
| 2016 | Mondiali indoor | Portland   | Pentathlon | 10ª        | 4 181 p.    |                       |
| 2017 | Europei U23     | Bydgoszcz  | Eptathlon  | Bronzo     | 6 070 p.    |                       |